# 于东来
于东来（1966年—），河南省许昌市人，中國企業家，1995年成立的百货零售超市胖东来商贸集团创始人兼董事长。从2000年起，于东来将公司股份分给了员工，自己只保留10%。2006年胖东来走出许昌，进入新乡开店。发展至今胖东来在河南省的许昌和新乡拥有30多家连锁店，总营业面积超过15万平方米，拥有8000多名员工。

## 人物经历
1966年，于东来出生在许昌，毕业于许昌市第七中学，做过倒卖电影票、卖花生、冰棍等工作。1984年，进入一家橡胶厂工作，后因橡胶厂倒闭而失去工作。1990年，24岁的于东来开始从商之路，从烟酒批发小店开始摸爬滚打，又多次因非法倒卖香烟，被拘留乃至锒铛入狱，负债一身。1995年，于东来打算从头再来，他在许昌闹市区开了家40平方米的烟酒店，名為「望月樓胖子店」，从那时起，栽过好几次跟头的于东来把从商底线看得很重，于东来转换思路，通过門店主打「不賣假貨」、「不滿意無條件退貨」，给顾客让利，超前的模式吸引到很多顾客，凭着朴实的做人准则，一年赚近80万还清债务。1996年，复制经营模式，在平價旅館的地下室开了第二家店，利润一百二十多万。
1997年8月，于东来将“望月楼胖子店”更名为“胖东来烟酒有限公司”。
1998年，门店的火爆生意受到當地地头蛇的妒忌。他們故意调戏并打骂“胖东来”的女店员。于东来咽不下这口气，选择报警，结果导致那帮人放火报复，于东来门店全部被烧毁，造成8人死亡的悲劇。
1999年5月，他在许昌引入量贩业态，演变成后来的“胖东来”。之後逐漸在新鄉、許昌等地成為主導地位的零售業者，面對“世纪联华”和“沃尔玛”竞争，依舊具備強而有力的競爭優勢，因為胖東來透過文化的影響以及較高的薪資福利，做出了極致的零售服務。
根據媒體報導，「以胖東來的購物車為例，光是車種就有好幾種品項，有帶嬰兒的、兒童的、老年的，甚至是雙層的……。老年用購物車，上面居然還有放大鏡與小板凳，為了方便老人家看標籤，還可以隨時坐下休息。而在超市水產區的袋子，都有留洞，讓水能流出。商品在稱重時不會有多餘的水分參雜」。除了貼心細緻的服務外，胖東來超市還清楚標示進貨價與售價，利潤公開透明。
于东来公布每年的薪资福利目标，2025年為胖東來员工平均月收入9000元左右，每周工時36小时以內，年休假40天以上。 于東來的夢想是企业的工作人员每年的休假时间超过130天，向着欧洲的福利看齐。

## 争议事件
2024年11月20日，其在抖音上发文称「胖东来人结婚不允许要或者付彩礼」，婚礼也应从简。支持者认为是清流，许昌人社局认为不违法，且国家支持移风易俗。而反对者认为其作为企业主「管的太宽」。

## 慈善活动
- 2003年非典，捐款800万。
- 2008年汶川大地震，捐款捐物近1000万，并组织员工去灾区参加救援。
- 2010年玉树地震，向灾区捐款100万元。
- 2020年新冠肺炎，1月25日，向武汉红十字会捐赠5000万元以防控疫情。
- 2022年肺炎，1月6日，向许昌市抗疫相关部门捐助1000万元现金和物资。